# 兄妹換換愛
《兄妹換換愛》是由日本女性漫畫家車谷晴子繪畫的女性漫畫，2012年2月28日至2014年10月28日在講談社女性漫畫雜誌《ARIA》連載，單行本全7冊。

## 劇情簡介
陽太與光是一對感情很好的兄妹。他在高一那年生日時，發現彼此沒有血緣關係，之後他們一同遇上了交通意外。當他們醒來後，兩人交換了身體。在此之後成為陽太的光一改過去溫順聽話的性格，轉變為抖S的個性，並積極地對陽太表示自己的愛意，儘管不知所措，為了光著想的陽太仍然答應和光交往。
陽太與光的關係讓陽太感到困擾，而他們的兩位同學──小田優梨花和真山翔（後來也交換了身體），以及兩人的主治醫師一條千里對他們所表現出來的感情，讓五人的關係演變得更複雜。在歷經多次交換身體後，陽太也意識到自己喜歡光，並正式和光交往，並發生了性行為。事後他們從一對25年前便互換身體的男女那裏聽說一旦發生性行為，則無法再換回原本的身體。之後陽太和光確認了彼此的心意，並決定即使無法復原，也要永遠在一起並獲得幸福。
故事最後以陽太和光結婚作結，而他們之間交換身體的現象並未停止。

## 登場角色
小泉陽太（Koizumi Youta）
本作男主角。家中長子，下有弟弟太陽和兩位妹妹明、光，自小便保護著性格怕生的光。
被家人以至外人視為「妹控」。曾對優梨花有好感，後來知道她是同性戀後作罷。
在與光掉換身體後意外發現她無意將身體換回，後來在千里等人的幫助下意識到妹妹對他的情感，也漸漸了解到自己其實深愛著光。
小泉光（Koizumi Hikaru）
本作女主角。在未交換身體前性格怕生，但有陽太在身邊時便會非常高興。喜歡陽太，在優梨花和千里接近他時便表露出十分忌妒的情緒，並在交換身體後拒絕優梨花的交往請求。
一直知道她與陽太不是攣生兄妹，在某天陽太知道此事後因為對於把他蒙在鼓裡一事感到慚愧，最後衝出家門，並與追趕她的陽太一起遭遇車禍，導致兩人交換身體。
在與陽太調換身體後向他表達自己的愛意，並認真表示「兄妹關係已經結束」，即使偶然換回原本的身體時仍不放棄追求，最後陽太意識了自己其實喜歡著妹妹。
小田優梨花（Oda Yurika）
陽太和光的同班同學，有施虐癖的女同性戀者，有著一個被她當作奴隸看待的追隨者朝比奈。喜歡光。在陽太和光交換身體後一直離間雙方關係，希望藉此與光交往。
第9話與翔一起摔落樓梯，兩人從此交換身體，在得知陽太和光也有如此情況後將追求對象轉移到內在是光的陽太身上。
知道自己得不到光後對翔產生好感。兩人之後在未換回身體的情況下結婚，自己以翔的身體成為一位業界知名的理髮師，並育有三個兒子和兩個女兒。
真山翔（Mayama Kakeru）
陽太和光的同班同學。有受虐癖，喜歡光，習慣在其於學校換鞋時突襲，也因如此經常被陽太教訓。
在與優梨花交換身體後一開始以為是一場夢，後來在接受現實後與內在是陽太的光成為好友，兩人經常交流如何重返自己原有的身體。
知道光與陽太交換身體才放棄追求前者，之後逐漸愛上優梨花，並表示不在意是否能恢復原狀，兩人最後成婚。
一條千里（Ichijou Chisato）
陽太與光的主治醫生，在知道兩人掉換身體後感到驚訝和好奇，一直給予他們意見，並以兩人交換身體後不知所惜一事為樂趣。

## 出版書籍
最初是在2012年2月28日至2014年10月28日於《ARIA》上連載，並由講談社發行單行本，總共7本。2012年10月12日，Yen Press在其紐約動漫展攤位上宣佈已取得《兄妹換換愛》的代理權，將以「Ani-Imo」名義發行單行本。
| 冊數 | 講談社       | 講談社                 | 尖端出版       | 尖端出版               |
| 冊數 | 發售日期     | ISBN                   | 發售日期       | EAN / ISBN             |
| ---- | ------------ | ---------------------- | -------------- | ---------------------- |
| 1    | 2012年8月7日 | ISBN 978-4-06-380588-8 | 2014年5月6日   | EAN 471-7-70-226064-4  |
| 2    | 2013年1月7日 | ISBN 978-4-06-380610-6 | 2014年9月16日  | EAN 471-7-70-226254-9  |
| 3    | 2013年4月5日 | ISBN 978-4-06-380623-6 | 2014年11月4日  | EAN 471-7-70-226382-9  |
| 4    | 2013年9月6日 | ISBN 978-4-06-380646-5 | 2015年3月18日  | EAN 471-7-70-226576-2  |
| 5    | 2014年2月7日 | ISBN 978-4-06-380673-1 | 2015年7月28日  | EAN 471-7-70-226708-7  |
| 6    | 2014年6月6日 | ISBN 978-4-06-380698-4 | 2015年10月6日  | ISBN 978-9-57-106234-1 |
| 7    | 2015年1月7日 | ISBN 978-4-06-380722-6 | 2015年12月16日 | ISBN 978-9-57-106321-8 |

## 評價
《兄妹換換愛》在發行單行本後獲得評論家的大致好評，其中動畫新聞網的蕾貝卡·西爾弗曼（Rebecca Silverman）給了漫畫「B」的評價，稱其妙用肢體語言和幽默元素，但她也表示作品存在部分幽默情節過於淺陋的問題，且亂倫方面的描寫可能會令某些讀者感到不舒服。她在之後的「2015年最佳和最難忘的漫畫」榜單上把該作列為「最恐怖的戀愛」的亞軍。Manga Bookshelf的艾什·布朗（Ash Brown）與西爾弗曼有著相同的觀點，認為《兄妹換換愛》雖然未至於到達糟糕的地步，但有些情節仍使他覺得有點不安，更指作者把一條千里的形象塑造得過於好色。《Otaku USA》的雪儂·K·加里蒂則指《兄妹換換愛》是一部「只要讀者能接受不合理的環節便很有趣」的漫畫，她接著說自己很喜歡作中兩兄妹的角色形象，形容陽太是一位「帶眼鏡的高個子美少年」，而光則是一位「萌萌的大眼睛紫髮少女」。

## 外部連結
- 講談社官方網站介紹 （页面存档备份，存于）（日語）
- 兄妹換換愛（漫畫）在動畫新聞網百科全書中的資料（英文）